# Annahaupt

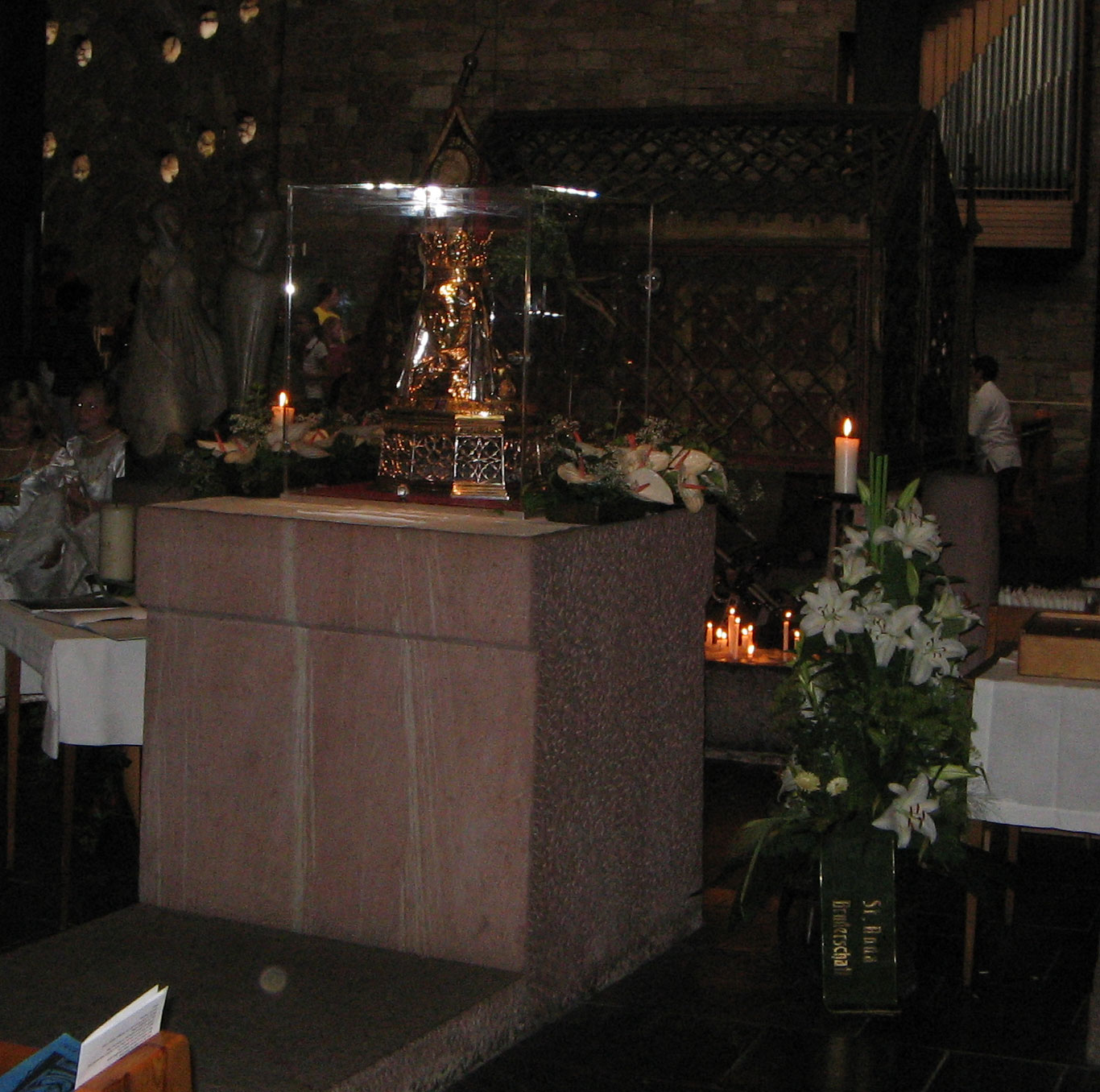
Annaschrein mit Annahaupt

Das Annahaupt ist eine Reliquie der heiligen Anna, die in einem Schrein in der Kirche St. Anna in Düren aufbewahrt wird. Die Reliquie besteht aus einem etwa handtellergroßen Stück der Schädelplatte. Dieses Knochenstück ist in eine Büste eingearbeitet.
Der Steinmetz Leonhard aus Kornelimünster stahl die Reliquie, die 1212 von Betlehem nach Mainz gebracht worden war, am Abend des 29. November 1500 aus der Kirche St. Stephan zu Mainz und nahm sie mit nach Kornelimünster. Am 27. Dezember 1500 reiste der Mainzer Kartäuser Hans mit Begleitung in den Heimatort von Leonhard. Der Abt der Reichsabtei Kornelimünster teilte ihm mit, er habe selbst die Reliquie nach Düren zu den Franziskanern gebracht, damit sie von dort nach Mainz zurückgegeben werden könne. Daraufhin reiste die Mainzer Delegation nach Düren und nahm dort das Annahaupt in Empfang. Wenige Stunden später beschlagnahmte jedoch der Dürener Stadtrat im Namen des Herzogs von Jülich die Reliquie. Die Mainzer reisten mit leeren Händen zurück. Sie schilderten den Diebstahl den Erzbischöfen von Köln und Mainz, aber auch diese konnten in einem langen Rechtsstreit nicht die Herausgabe der Reliquie erreichen. Letztendlich entschied am 18. März 1506 Papst Julius II. durch eine päpstliche Bulle zugunsten Dürens. Die Reliquie verblieb also dort und wurde in einen kostbaren Reliquienschrein gelegt. Im gleichen Jahr wurde die Martinskirche dem Patrozinium der heiligen Anna unterstellt.
Bereits 1510 gab es in Düren die jährlichen Wallfahrten zum Annahaupt, damals kamen bereits 20.000 Pilger. Auch heute noch wird die Verehrung der Reliquie in der Annaoktav durchgeführt. Dazu wird das Annahaupt erhoben, also aus dem Schrein herausgenommen, und den Gläubigen gezeigt. Zeitgleich zur Annawallfahrt wurde 1638 rund um die Annakirche ein Markt veranstaltet. Das war der Vorläufer des heutigen Volksfestes, der Annakirmes.